# McLaren MP4/3
La McLaren MP4/3 fu una vettura di Formula 1 progettata da Steve Nichols, dopo l'abbandono del team da parte di John Barnard, in monoscocca in fibra di carbonio e spinta dal propulsore turbo TAG Porsche TTE PO1 V6 da 1.500 cm³. La MP4/3 venne utilizzata nel corso della stagione 1987. Era gommata dalla Goodyear.
Fu la prima vettura interamente nuova dalla vincente serie di monoposto MP4/2, che avevano debuttato nel 1984.

## Il contesto
L'aerodinamica era completamente differente da quella della MP4/2; la vettura appare più affilata, sfruttando la limitazione della capacità del serbatoio rispetto alle stagioni precedenti e i radiatori laterali disposti a ventaglio. L'aspetto esteriore appare così più pulito. Tuttavia il modello mantiene la stessa geometria di sospensioni di quello precedente così come il sistema del cambio è il medesimo. Il propulsore resta lo stesso ma con alcuni cambiamenti nel rapporto di compressione e nel contralbero.

## La stagione
Prost iniziò la stagione con 2 vittorie (Brasile e Belgio) nelle prime tre gare, con una vettura che si dimostrò subito più equilibrata e facile da mettere a punto delle rivali Williams, Lotus e Ferrari. Tuttavia, nel corso della stagione emergeranno vari problemi di affidabilità, soprattutto all'elettronica del motore Tag Porsche, che impediranno a Prost di riconfermare il suo titolo, e in particolare lo fermeranno in Germania mentre era in testa a tre giri dalla fine. Il pilota transalpino riuscirà a vincere solo un'altra volta in Portogallo. I secondi posti saranno tre (due con Stefan Johansson e uno con Prost) e 6 i terzi (3 di Johansson, tra cui all'esordio in Brasile, e 3 di Prost).
In prova Prost partì per tre volte dal secondo posto, e conquistò due giri veloci (Belgio e Giappone). In totale la vettura fece suoi 76 punti (46 Prost 30 Johansson) consentendo alla McLaren di giungere seconda nel mondiale costruttori.

## I telai
Cinque MP4/3 furono modellate in fibra di carbonio con l'assistenza della Hercules Aerospace, proseguendo quella collaborazione iniziata col modello MP4/1 nel 1981. I cinque telai (strettamente derivati da quello della vettura del 1984, con la sola modifica della zona serbatoio), numerati dall'1 al 5, furono usati nel corso della stagione;  già tre modelli furono disponibili per la gara d'esordio in Brasile.
Due MP4/3 furono distrutte nel corso del 1987, mentre tre modelli sono ancora esistenti: il telaio nr.4 è presente presso la Donington Grand Prix Collection, il nr.5 è ancora di proprietà McLaren, mentre il telaio nr.1, è l'unico nelle mani di un collezionista privato negli Stati Uniti.
1: Fu usato come muletto nei gran premi del Brasile, San Marino, Belgio, Monaco, Detroit, Francia, Gran Bretagna, Germania, Ungheria, Italia, Portogallo, Spagna, Giappone e Australia. Fu utilizzato solo nella prima partenza del Gran Premio d'Austria da Stefan Johansson.
2: Usato in gara da Johansson a Rio, Imola, Spa, Monaco, Detroit, Paul Ricard, Silverstone, Hockenheim e all'Hungaroring. La vettura fu distrutta nelle prove del Gran Premio d'Austria da Johansson in un terrificante incidente contro un cerbiatto che aveva invaso la pista.
3: Guidato da Alain Prost a Rio, Imola, Spa, Monaco, Detroit, e al Paul Ricard. Modificata per Johansson al fine di essere usato in gara all'Österreichring. Usato come muletto in Messico, venne poi guidato in gara da Johansson, ma abbandonato dopo un incidente al primo giro.
4: Con questo telaio Prost affrontò le gare di Silverstone, Hockenheim, Hungaroring, Österreichring, Monza, Estoril, Jerez, Suzuka, e Adelaide.
5: Johansson lo usò a Monza, Estoril, Jerez, Messico, Suzuka, e Adelaide.

## Versione B

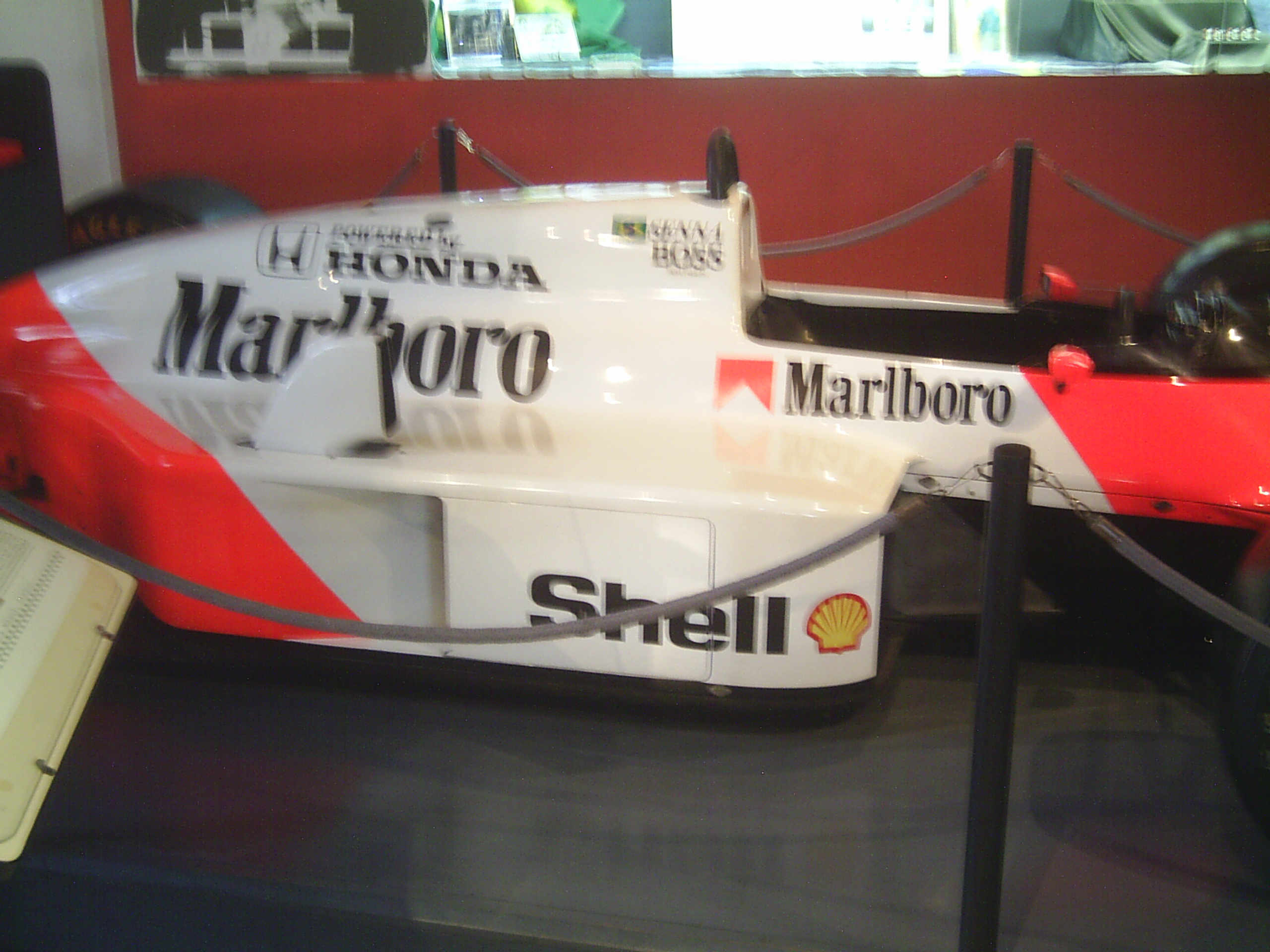
La MP4/3B ibrida in mostra al Museo Fangio.

Un sesto telaio, chiamato MP4/3B, fu utilizzato da Prost e Ayrton Senna come vettura test per provare il motore Honda che sarebbe stato montato nel 1988. Vettura mai utilizzata in gara, fu comunque utile nella interstagione 1987-88 fino all'arrivo della MP4/4. La MP4/3B si trova attualmente al Museo Juan Manuel Fangio a Balcarce, Argentina.